# Pylochelidae
Famille
Les pylochelidés sont une famille de crustacés connus sous le nom de pagures symétriques. Leur différence morphologique la plus évidente par rapport à la plupart des autres bernard l'ermite est leur abdomen symétrique et pourvu d'une carapace normale.

## Mode de vie
En dépit de cette protection naturelle, les pylochelidés s'abritent systématiquement, mais de manière différente des autres pagures : le plus souvent dans des fissures de la roche, des bois immergés, des éponges, des tiges de bambous ou des coquilles de dentales. En outre, dans la mesure où ils ne peuvent transporter leurs abris, il est probable qu'ils en sortent pour s'alimenter.

## Répartition
La famille compte 39 espèces réparties en sept genres. Les pagures symétriques sont surtout inféodés aux eaux tropicales, avec quelques représentants atteignant les régions tempérées. La plupart habitent la région ouest indo-pacifique (du sud-ouest de l'océan Indien au Japon, aux îles Kermadec et à la Nouvelle-Zélande), quatre espèces vivant dans la région caraïbe et l'ouest Atlantique. L'Indonésie, qui à elle seule compte 14 espèces appartenant à 5 genres, est considérée comme un important centre de radiation pour ce groupe.
Ils vivent le plus souvent à des profondeurs comprises entre 200 et 500 m, mais on peut en trouver entre 30 et 1 570 m.

## Genres
Selon World Register of Marine Species (11 avril 2014) :
- genre Bathycheles Forest, 1987
- genre Cancellocheles Forest, 1987
- genre Cheiroplatea Bate, 1888
- genre Forestocheles McLaughlin & Lemaitre, 2009
- genre Mixtopagurus A. Milne-Edwards, 1880
- genre Parapylocheles Alcock, 1901
- genre Pomatocheles Miers, 1879
- genre Pylocheles A. Milne-Edwards, 1880
- genre Trizocheles Forest, 1987
- genre Xylocheles Forest, 1987